# Международная федерация библиотечных ассоциаций и учреждений
Международная федерация библиотечных ассоциаций и учреждений (аббревиатура рус. ИФЛА; англ. International Federation of Library Associations — аббревиатура англ. IFLA) — неправительственная международная организация, членами которой являются библиотеки, национальные библиотечные организации и информационные службы. Всего в ней состоит более 1600 членов из 150 стран мира.
Целью создания ИФЛА является укрепление международного сотрудничества библиотек и поддержка высокого уровня библиотечно-информационного обслуживания библиотек во всем мире, поддержка научных исследований в области библиотечно-информационной работы, распространению понимания ценности и важности высококачественного библиотечно-информационного обслуживания в частных, общественных и государственных секторах экономики и культуры.
ИФЛА обеспечивает всемирному библиотечному сообществу возможность регулярно встречаться для обмена мнениями по широкому кругу вопросов библиотечно-информационного обслуживания, поддерживает сотрудничество с международными объединениями и организациями.
ИФЛА была основана в Эдинбурге (Шотландия) в 1927 году. В 1971 году в Нидерландах был принят Устав организации. Штаб-квартира Международной Федерации библиотечных ассоциаций и учреждений (IFLA) расположен в Королевской библиотеке Нидерландов в Гааге.
В 2017 году была опубликована Библиотечная эталонная модель ИФЛА LRM для использования библиографической информации в среде связанных данных. В этой модели преодолены противоречия между широко используемыми эталонными моделями FRBR, FRAD и FRSAD.

## Комитет по свободному доступу к информации и свободе выражения (FAIFE)
Одним из основных подразделений IFLA является Комитет по свободному доступу к информации и свободе выражения — FAIFE, задачей которого является повышение роли интеллектуальной свободы применительно к библиотекам. Он защищает и пропагандирует фундаментальные права человека, провозглашенные в Ст.19 Всеобщей декларации прав человека ООН. Этот комитет занимается проблемами обеспечения свободного доступа к информации и свободы выражения в библиотечной сфере, проводит мониторинг состояния интеллектуальной свободы в мировом библиотечном сообществе, разрабатывает для ИФЛА стратегии развития сотрудничества с другими международными организациями в защиту прав человека, такими как UNESCO, PEN International, Article XIX, Index on Censorship, IFEX и Amnesty International. FAIFE так же, как и IFLA, активно сотрудничает с международными объединениями и организациями.

## Президенты
- 1927—1931  Исак Коллийн
- 1931—1936  Уильям Уорнер Бишоп
- 1936—1947  Марсель Годе
- 1947—1951  Вильхельм Мунтхе
- 1951—1958  Пьер Буржуа
- 1958—1963  Густав Хофман
- 1963—1969  Фрэнк Фрэнсис
- 1969—1974  Герман Либарс
- 1974—1979  Пребен Киркегор
- 1979—1985  Эльзе Гранхейм
- 1985—1991  Ханс-Петер Ге
- 1991—1995  Роберт Уэджуорт
- 1995—2003  Кристин Дешам
- 2003—2005  Кей Разерока
- 2005—2007  Алекс Бирн
- 2007—2009  Клаудиа Люкс
- 2009—2011  Эллен Тисе
- 2011—2013  Ингрид Парент
- 2013—2015  Синикка Сипиля
- 2015—2017  Донна Шидер
- 2017—2019  Глория Перес-Сальмерон
- 2019—2021  Кристин Маккензи